# ماریون (کنتیکت)
ماریون (به انگلیسی: Marion) یک منطقهٔ مسکونی در ایالات متحده آمریکا است که در Southington واقع شده‌است.